# Xanca de Santa Marta
La xanca de Santa Marta (Grallaria bangsi) és una espècie d'ocell de la família dels gral·làrids (Grallariidae).

## Hàbitat i distribució
Habita el sotabosc de la selva pluvial de la Sierra Nevada de Santa Marta, al nord de Colòmbia.